# Daniel Gottlieb Friderici
Daniel Gottlieb Friderici (* 20. März 1767 in Berlin; † 8. Juli 1826 ebd.) war ein deutscher Architekt und preußischer Regierungsbaurat.
Daniel Gottlieb Friderici war ein Schüler und langjähriger Mitarbeiter von David Gilly, wurde Bauinspektor beim Hofbauamt in Potsdam, 1798 Baurat beim Gouvernement zu Berlin und erhielt 1809 den Charakter eines königlich preußischen Regierungsbaurats. Er wurde in erster Linie durch seine Schriften bekannt und geachtet, insbesondere durch die Herausgabe des dritten Bandes zu Gillys Landbaukunst. Friderici war Freimaurer bei der St. Johannis-Loge Pythagoras zum flammenden Stern in Berlin.

## Schriften
- Sammlungen nützlicher Aufsätze und Nachrichten, die Baukunst betreffend, Jahrgänge 1798–1803
- Anleitung zur Ausmessung und Berechnung der bey dem gemeinen Bauwesen vorkommenden Längen, Flächen u. Körper, Braunschweig 1799
- Handbuch der Landbaukunst, von D. Gilly, Königlichem Geheimem Ober-Bau-Rath, nach dessen Tod     herausgegeben, 3. Teil, Halle 1811